# Greater Victoria Public Library
La Greater Victoria Public Library (nota anche con l'acronimo di GVPL) è una biblioteca pubblica situata a Victoria nella Columbia Britannica.